# Старе Літевники
Старе Літевники (пол. Stare Litewniki) — село в Польщі, у гміні Сарнаки Лосицького повіту Мазовецького воєводства.
Населення — 146 осіб (2011).
У 1975-1998 роках село належало до Білопідляського воєводства.

## Демографія
Демографічна структура станом на 31 березня 2011 року:
|          | Загалом | Допрацездатний вік | Працездатний вік | Постпрацездатний вік |
| -------- | ------- | ------------------ | ---------------- | -------------------- |
| Чоловіки | 75      | 10                 | 44               | 21                   |
| Жінки    | 71      | 8                  | 31               | 32                   |
| Разом    | 146     | 18                 | 75               | 53                   |